# Aleucis
Aleucis là một chi bướm đêm thuộc họ Geometridae.

## Các loài tiêu biểu
- Aleucis distinctata - Sloe Carpet
- Aleucis orientalis